# Ein Fall für zwei: Chemie eines Mordes
Chemie eines Mordes ist der Titel der 24. Episode der Krimiserie Ein Fall für zwei mit Günter Strack und Claus Theo Gärtner in den Hauptrollen.

## Handlung
Vor einem Bordell beobachtet die Prostituierte Ilona Faber, wie ein Mann von einem Auto überfahren wird und notiert sich das Kennzeichen des Fahrzeugs. Die Polizei sucht daraufhin umgehend dessen Eigentümer Dr. Alexander Markus auf, der behauptet, das Fahrzeug stehe unbenutzt in seiner Garage, was jedoch zu seiner eigenen Verblüffung nicht zutrifft. Er sei am Abend zu Besuch bei seinem Schwager Dr. Klaus Danzer gewesen, der zugleich auch sein Arbeitskollege innerhalb des Chemieunternehmens im Besitz der Familie ist. Da er beabsichtigt habe, Alkohol zu konsumieren, habe er den Hin- und Rückweg mit der S-Bahn zurückgelegt. Die Polizisten fordern ihn auf, sie zwecks einer Blutprobe auf das Revier zu begleiten, was er zunächst ablehnt, da er um sein Ansehen fürchtet. Aufgrund eines früheren Deliktes wegen Trunkenheit am Steuer hat er einen schweren Stand bei seinem Stiefvater. Er telefoniert mit seinem Anwalt Dr. Renz, der ihm nahelegt, die Anweisungen der Polizei zu befolgen.
Am nächsten Tag wird der Unfallwagen am Boehlepark ganz in der Nähe des Wohnhauses von Dr. Markus aufgefunden. Mit dieser Tatsache von Dr. Renz konfrontiert, verdächtigt Dr. Markus seinen ehemaligen Assistenten Alexander Birk, ihm die Tat aus Rache für die Zerstörung seiner Existenz unterstellen zu wollen. Andererseits habe ihm dieser seine Ehefrau ausgespannt, die genau über seine Gewohnheiten und den Ort der Aufbewahrung des Autoschlüssels im Bilde sei.
Dr. Klaus Danzer erscheint in der Kanzlei von Dr. Renz und verhält sich auffällig, indem er das Alibi, welches er seinem Schwager gegeben hat, einerseits angeblich bekräftigen möchte, es jedoch andererseits selbst in Frage stellt.
Von einer Nachbarin Alexander Birks erfährt Josef Matula, dass dieser in der Nacht des Unfalls erst gegen ein Uhr nach Hause gekommen sei. Joana Markus kann ebenfalls kein Alibi für die Tatzeit vorweisen. Es stellt sich allerdings aufgrund anderer Tatsachen heraus, dass Birk nicht der Fahrer des Unfallwagens gewesen sein kann.
Ein Nachbar des Ehepaares Danzer kann bezeugen, dass der Wagen von Dr. Alexander Markus zwar am Abend der Tat zeitweise in der Nähe geparkt gewesen sei, allerdings nicht unmittelbar vor deren Haus. Matula schließt daraus, dass Markus nicht der Täter gewesen sein könne. Er verdächtigt stattdessen Dr. Klaus Danzer. Gemeinsam mit Ilona Faber sucht er das Chemiewerk auf. Sie trifft dort auf Danzer und behauptet fälschlicherweise, ihn in der Tatnacht am Steuer des Wagens erkannt zu haben. Zunächst streitet er dies ab, lässt sich jedoch schließlich auf eine Schweigegeldzahlung ein. Im Rahmen der entsprechenden Übergabe am späten Abend wird er von Matula in Empfang genommen. Er gibt aufgrund der eindeutigen Indizienlage zu, dass er der Täter gewesen sei, jedoch lediglich einen Unfall unter Alkoholeinfluss beabsichtigt habe, den er seinem Schwager anzulasten beabsichtigte, damit dieser im Unternehmen an Einfluss verliere. Die tödliche Verletzung des Opfers sei nicht geplant gewesen.

## Hintergrund

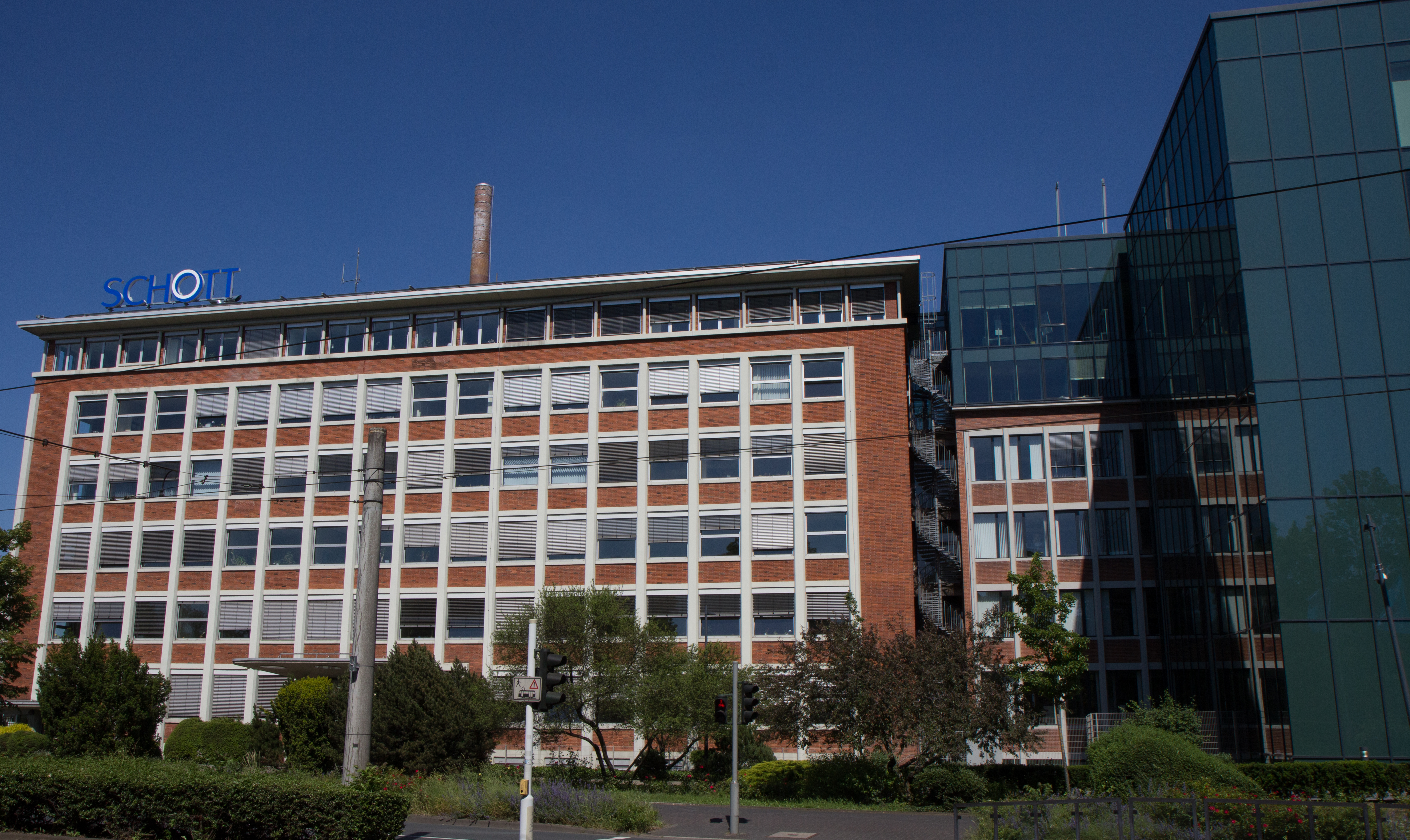
Ursprüngliches Zentralgebäude der Schott AG in Mainz

Die Episode wurde überwiegend im Rhein-Main-Gebiet gedreht. Die Kulisse der Kanzlei von Dr. Renz befand sich im Hotel InterContinental Frankfurt.
Als Kulisse des Chemiewerks diente das Betriebsgelände der Schott AG in Mainz. Szenen gegen Ende der Episode wurden vor dem Haupteingang des ursprünglichen Zentralgebäudes gedreht. Beim Blick aus einem Büro ist im Hintergrund die Hohe Wurzel zu sehen.